# Трновець (округ Скалиця)
Трновець (словац. Trnovec) — село, громада округу Скаліца, Трнавський край. Кадастрова площа громади — 2.53 км².
Населення 301 особа (станом на 31 грудня 2020 року).

## Історія
Трновець згадується 1548 року.

## Населення
| Рік:            | 1994. | 2004.   | 2014.   | 2024.   |
| --------------- | ----- | ------- | ------- | ------- |
| Кількість осіб: | 331   | 316     | 315     | 290     |
| Різниця:        |       | -4,53 % | -0,31 % | -7,93 % |

| Рік:            | 2023. | 2024. |
| --------------- | ----- | ----- |
| Кількість осіб: | 290   | 290   |
| Різниця:        |       | +0 %  |